# Ciążeń (gromada)
Ciążeń – dawna gromada, czyli najmniejsza jednostka podziału terytorialnego Polskiej Rzeczypospolitej Ludowej w latach 1954–1972.
Gromady, z gromadzkimi radami narodowymi (GRN) jako organami władzy najniższego stopnia na wsi, funkcjonowały od reformy reorganizującej administrację wiejską przeprowadzonej jesienią 1954 do momentu ich zniesienia z dniem 1 stycznia 1973, tym samym wypierając organizację gminną w latach 1954–1972.
Gromadę Ciążeń z siedzibą GRN w Ciążeniu utworzono – jako jedną z 8759 gromad na obszarze Polski – w powiecie wrzesińskim w woj. poznańskim, na mocy uchwały nr 42/54 WRN w Poznaniu z dnia 5 października 1954. W skład jednostki weszły obszary dotychczasowych gromad Ciążeń, Ciążeńskie Holendry, Dąbrowa, Policko i Samarzewo oraz miejscowość Jaroszyn (kolonia) z dotychczasowej gromady Jaroszyn ze zniesionej gminy Ciążeń, a także miejscowość Dąbrowa z dotychczasowej gromady Szamarzewo ze zniesionej gminy Borzykowo – w tymże powiecie. Dla gromady ustalono 22 członków gromadzkiej rady narodowej.
1 stycznia 1956 gromada weszła w skład reaktywowanego powiatu słupeckiego w tymże województwie.
1 stycznia 1962 do gromady Ciążeń włączono miejscowości Dziedzice, Wierzbocice i Żbin ze znoszonej gromady Kąty w tymże powiecie.
Gromada przetrwała do końca 1972 roku, czyli do kolejnej reformy gminnej.